# قائمة قرارات مجلس الأمن التابع للأمم المتحدة لعام 1948
تتضمن قائمة قرارات مجلس الأمن التابع للأمم المتحدة لعام 1948 جميع القرارات الصادرة عن مجلس الأمن التابع للأمم المتحدة خلال العام 1948.

## القائمة
| رقم القرار | الرمز           | نص القرار                         | موضوع القرار                           |
| ---------- | --------------- | --------------------------------- | -------------------------------------- |
| 38         | S/RES/38 (1948) | نص الوثيقة على موقع الأمم المتحدة | مسألة الهند وباكستان                   |
| 39         | S/RES/39 (1948) | نص الوثيقة على موقع الأمم المتحدة | مسألة الهند وباكستان                   |
| 40         | S/RES/40 (1948) | نص الوثيقة على موقع الأمم المتحدة | المسألة الإندونيسية                    |
| 41         | S/RES/41 (1948) | نص الوثيقة على موقع الأمم المتحدة | المسألة الإندونيسية                    |
| 42         | S/RES/42 (1948) | نص الوثيقة على موقع الأمم المتحدة | مسألة فلسطين                           |
| 43         | S/RES/43 (1948) | نص الوثيقة على موقع الأمم المتحدة | مسألة فلسطين                           |
| 44         | S/RES/44 (1948) | نص الوثيقة على موقع الأمم المتحدة | مسألة فلسطين                           |
| 45         | S/RES/45 (1948) | نص الوثيقة على موقع الأمم المتحدة | قبول أعضاء جدد في الأمم المتحدة: بورما |
| 46         | S/RES/46 (1948) | نص الوثيقة على موقع الأمم المتحدة | مسألة فلسطين                           |
| 47         | S/RES/47 (1948) | نص الوثيقة على موقع الأمم المتحدة | مسألة الهند وباكستان                   |
| 48         | S/RES/48 (1948) | نص الوثيقة على موقع الأمم المتحدة | مسألة فلسطين                           |
| 49         | S/RES/49 (1948) | نص الوثيقة على موقع الأمم المتحدة | مسألة فلسطين                           |
| 50         | S/RES/50 (1948) | نص الوثيقة على موقع الأمم المتحدة | مسألة فلسطين                           |
| 51         | S/RES/51 (1948) | نص الوثيقة على موقع الأمم المتحدة | مسألة الهند وباكستان                   |
| 52         | S/RES/52 (1948) | نص الوثيقة على موقع الأمم المتحدة | الطاقة الذرية: الرقابة الدولية         |
| 53         | S/RES/53 (1948) | نص الوثيقة على موقع الأمم المتحدة | مسألة فلسطين                           |
| 54         | S/RES/54 (1948) | نص الوثيقة على موقع الأمم المتحدة | مسألة فلسطين                           |
| 55         | S/RES/55 (1948) | نص الوثيقة على موقع الأمم المتحدة | المسألة الإندونيسية                    |
| 56         | S/RES/56 (1948) | نص الوثيقة على موقع الأمم المتحدة | مسألة فلسطين                           |
| 57         | S/RES/57 (1948) | نص الوثيقة على موقع الأمم المتحدة | مسألة فلسطين                           |
| 58         | S/RES/58 (1948) | نص الوثيقة على موقع الأمم المتحدة | محكمة العدل الدولية                    |
| 59         | S/RES/59 (1948) | نص الوثيقة على موقع الأمم المتحدة | مسألة فلسطين                           |
| 60         | S/RES/60 (1948) | نص الوثيقة على موقع الأمم المتحدة | مسألة فلسطين                           |
| 61         | S/RES/61 (1948) | نص الوثيقة على موقع الأمم المتحدة | مسألة فلسطين                           |
| 62         | S/RES/62 (1948) | نص الوثيقة على موقع الأمم المتحدة | مسألة فلسطين                           |
| 63         | S/RES/63 (1948) | نص الوثيقة على موقع الأمم المتحدة | المسألة الإندونيسية                    |
| 64         | S/RES/64 (1948) | نص الوثيقة على موقع الأمم المتحدة | المسألة الإندونيسية                    |
| 65         | S/RES/65 (1948) | نص الوثيقة على موقع الأمم المتحدة | المسألة الإندونيسية                    |
| 66         | S/RES/66 (1948) | نص الوثيقة على موقع الأمم المتحدة | مسألة فلسطين                           |

## المرجع
1. ↑  "Security Council Resolutions" (بالإنجليزية). الأمم المتحدة. Archived from the original on 2018-10-23. Retrieved 22 شباط / فبراير 2017. {{استشهاد ويب}}: تحقق من التاريخ في: |تاريخ الوصول= (help)